# Aspredinichthys tibicen
Aspredinichthys tibicen es una especie de pez de la familia Aspredinidae en el orden de los Siluriformes.

## Morfología
• Los machos pueden llegar alcanzar los 21 cm de longitud total.

## Reproducción
Tiene lugar en marzo y junio.

## Hábitat
Es un pez demersal y de clima tropical.

## Distribución geográfica
Se encuentran en Sudamérica: ríos costeros y litoral marino entre Venezuela y el norte del Brasil.